# Ring junger Bünde
Der Ring junger Bünde (RjB) ist ein Zusammenschluss selbständiger, unabhängiger und selbstverantwortlicher Jugendverbände, die sich als Bünde in der Tradition der Jugendbewegung sehen. Er bezweckt, deren gemeinsame Interessen nach außen zu vertreten und deren Verbindung untereinander zu fördern. Der Verein mit Sitz in Witzenhausen wurde 1964 gegründet.
Der RjB und alle in ihm vertretenen Jugendbünde bekennen sich zur Grundsatzerklärung der jungen Bünde zum Meißnertag 1963.

## Mitglieder
(Stand Dezember 2020)
- Bund deutsch-unitarischer Jugend (BduJ)
- Christlicher Pfadfinderbund Saar (CP Saar)
- deutsche reform-jugend (drj)
- Deutscher Pfadfinderbund (DPB; Jungenbund)
- Deutscher Pfadfinderbund (DPB; Mädchenbund)
- Die Fahrenden Gesellen
- fkk-jugend
- graue jungenschaft
- Jungenbund Phoenix
- Pfadfinderbund Kreuzfahrer (PBK)
- Saarländischer Pfadfinderbund (SPB)
- Wandervogel Deutscher Bund (WVDB)
- Weinbacher Wandervogel (WWV)

Ehemalige Mitglieder:
- Bund deutscher Jungenschaften (BdJ)
- deutsche evangelische jungenschaft 58 (d. e. j. 58)
- Deutsche Freischar (DF); 2013 ausgetreten
- Deutscher Wanderbund (DWB)
- deutsche jungenschaft Aachen (dj.1.11); 2015/16 ausgeschieden
- Die Gefährtenschaft; 1966 ausgetreten
- Die Skara; 1973 ausgeschlossen[2]
- Freie Pfadfinderschaft (einschließlich der Freien Pfadfinderinnen)
- Internationaler Jugendclub (IJC); 2015/16 ausgeschieden
- Jungentrucht; 1973 ausgeschlossen[2]
- Nerother Wandervogel (NWV); ausgetreten
- Österreichischer Wandervogel (ÖWV) – Junger Bund; 2014/15 ausgeschieden
- Pfadfinderbund Großer Jäger; 2013 ausgetreten
- Pfadfinderbund Nordbaden (PBN); zwischen 2016 und 2020 ausgeschieden
- Pfadfinderschaft Grauer Reiter; 2012 ausgetreten
- Pfadfinderschaft Luchs; schloss sich 2011 dem Pfadfinderbund Großer Jäger an
- Ring Bündischer Jugend; 1972 ausgetreten
- Tatgemeinschaft

## Regionale Ringe
Neben dem Ring junger Bünde auf Bundesebene existieren mehrere regionale Ringe, die nur lose mit dem RjB verknüpft sind. Sie sind keine Untergliederung des RjB, der nur autonome Bünde aufnimmt. Allerdings sind einige Mitgliedsgruppen der regionalen Ringe über ihren Verband auch Mitglied des bundesweiten RjB.
Momentan existieren folgende regionale RjBs:
- Ring junger Bünde Baden-Württemberg
- Ring junger Bünde in Bayern
- Ring junger Bünde Hessen
- Ring schleswig-holsteinischer Jugendbünde